# 中村要
中村 要（なかむら かなめ、1904年（明治37年）4月8日 - 1932年（昭和7年）9月24日）は、日本の天文学者、京都帝国大学天文台の職員。滋賀県出身。

## 略歴
1904年（明治37年）4月8日、滋賀県滋賀郡真野村（現大津市真野）に生まれる。父は真野村長などを勤めた中村与、6人兄弟の次男として誕生した。1910年（明治43年）4月、真野小学校に入学し、1916年（大正5年）3月同校を卒業、同年4月同志社中学に入学した。1920年（大正9年）に京都帝国大学理学部教授山本一清により天文同好会（略称・OAA）が発会すると、同会同志社支部に入会した。1921年（大正10年）同志社中学卒業後、第三高等学校を受験するが、天体観測に身を入れ過ぎて失敗。天体観測や天文同好会での熱心な活動と本人の天文に係る仕事をしたいとの真摯な気持ちが山本に認められ、京都帝国大学内の「大学天文台」（Kyoto University Observatory）に志願助手として勤務する事が特別に認められた。
天文台入台後は、変光星や流星の観測を行い、まず彗星を起源とする微光流星の観測で業績をあげると、日本で先駆けて月や惑星の表面の系統的な観測を始め、変光星、太陽、彗星、小惑星の観測・発見に数々の業績を残した。1929年（昭和4年）10月に、花山天文台が完成すると、要は引き続き花山天文台に勤務し、彗星や小惑星の観測になお一層精力的に取り組んだ。
1932年（昭和7年）9月24日、予て兄や祖母の死が重なり、不眠症にも悩まされていた中、28歳で自殺した。

## 業績

### 天体観測

#### 流星
1921年6月、ポン・ウィンネケ流星群（Pons-Winnecke）を追跡し、光度微弱な流星の観測に成功した。この流星群の観測は、次の大出現となった1927年を越え、1930年まで続けられた。1928年（昭和3年）6月にはシェレルプ・マリスタニー彗星（Skjellerup-Maristany）に関連した流星、1930年（昭和5年）5月にはシュワスマン・ワハマン彗星（Schwassmann-Wachmann）に関連した流星の観測を行っている。

#### 月・惑星
大学天文台で赤道儀、反射望遠鏡を使用するようになってから、月や火星・木星といった惑星の表面の観察を始めた。特に、火星表面の観察において活躍し、アメリカの天文学者であるピッカリングが主催する「火星観察者連盟」において、度々詳細なスケッチ画と共に観測成果を発表する。

#### 変光星
1921年（大正10年）11月に、ペルセウス座内に11等星の発見とその変光を報告した。この星は、後にペルセウス座ZZ星と命名されている。

#### 彗星
1922年（大正11年）月11月29日に、こいぬ座の辺りでペライン彗星発見を発表した。しかし、この報告後、ヤーキス天文台を始め他の天文台はこの彗星を確認することができず、再発見は認められなかった。1930年11月にも、彗星とみられる天体の発見を発表し、彗星1930 g（中村彗星）と呼ばれたが、これも追観測では確認できず、確定番号は与えられていない。

#### 小惑星
花山天文台完成前後より、自己の努力から小惑星群の高度な写真撮影に成功した。1931年（昭和6年）6月にさそり座の辺りで小惑星発見を発表するなど、小惑星の観測を通じて9つの天体を発見した。いずれの天体も、小惑星として確定していない（1928 QM、1930 SS、1930 QS）か、他の発見者に先を越されたか、既知の小惑星であるなどして、正式に認められていないが、(1214) リヒルデ（Richilde）については独立発見者として名前が残っている。また、小惑星エロスの観察の結果、1931年（昭和6年）1月に「エロスの形状が恒星状でなく連星状であること」、同2月に「エロスが自転すること」を確認したと発表した。

### 天体写真
1928年（昭和3年）頃より小型カメラでの天体撮影を行い始め、以降は自己努力で撮影法を極め、要が撮影した写真はベルリン天文台発表の雑誌にも多く用いられるほどで、日本における天体写真撮影術の第一人者であった。

### 反射望遠鏡
1923年（大正12年）頃より京都帝国大学内の様々な天体観測器具に触れ、独自に改良等を試み始めた。特に1925年（大正14年）より光学品の自作へと向かい、反射鏡の研磨を行うと共に、望遠鏡自体の設計製作を行うまでに至った。死去するまでの7年間でパラボラ鏡をおよそ300面、平面鏡を10面、対物レンズ40組を製作した。

## 論文・著作
- 「趣味の天體觀測」（中村要著 岩波書店 1926年）
- 「反射屈折天體望遠鏡作り方觀測手引」（中村要著 新光社 1929年）
- 「天体写真術」（中村要著 恒星社 1934年）
- 「反射望遠鏡」（中村要著 恒星社 1942年）

## その他
小惑星(7650) 要は、中村要を記念して命名された。